# Batalla d'Ascoli
La batalla d'Ascoli de 10 d'abril de 1392 fou un dels combats de la guerra civil pel Regne de Nàpols entre Lluís II de Provença i el seu cosí Ladislau I de Nàpols.

## Antecedents
Lluís II de Provença rivalitzà amb el seu cosí Ladislau I de Nàpols pel tron napolità i el 1390 manà una expedició vers la ciutat de Nàpols i aconseguí capturar-la i expulsar-ne Ladislau.

## Batalla
El 10 d'abril de 1392 Tommaso da San Severino i Bernabò da San Severino, en favor de Lluís II de Provença van derrotar i capturar en una emboscada a Ascoli Satriano Alberico da Barbiano i Otó de Brunswick, que lluitaven per Ladislau I de Nàpols.

## Conseqüències
Lluís II de Provença va retenir el tron, i l'abril de 1393 la flota de Bernabò da San Severino va aixecar el nou setge a Nàpols que Ladislau havia iniciat, i a continuació es va dirigir a aixecar el setge de Sorrento que havia establert Giovanni di Trezzo, i l'any següent va atacar Aversa, on va derrotar els partidaris de Ladislau.
En 1400, mort Bernabò da San Severino i amb Tommaso da San Severino passat al bàndol de Durazzo, un cop llicenciat Alberico da Barbiano del seu càrrec per a Joan Galeàs Visconti, aquest fou cridat en d'auxili de Ladislau I de Nàpols, que s'havia refugiat a Gaeta quan Lluís va prendre Nàpols, va acampar en Afragola, i quan els nobles napolitans van donar suport a Lluís, aquest va cridar la flota de i va desembarcar a la capital, posant setge al Castell Nou, del que Lluís II de Provença va fugir per mar a Provença.